# Parque nacional Cavernas Chillagoe-Mungana

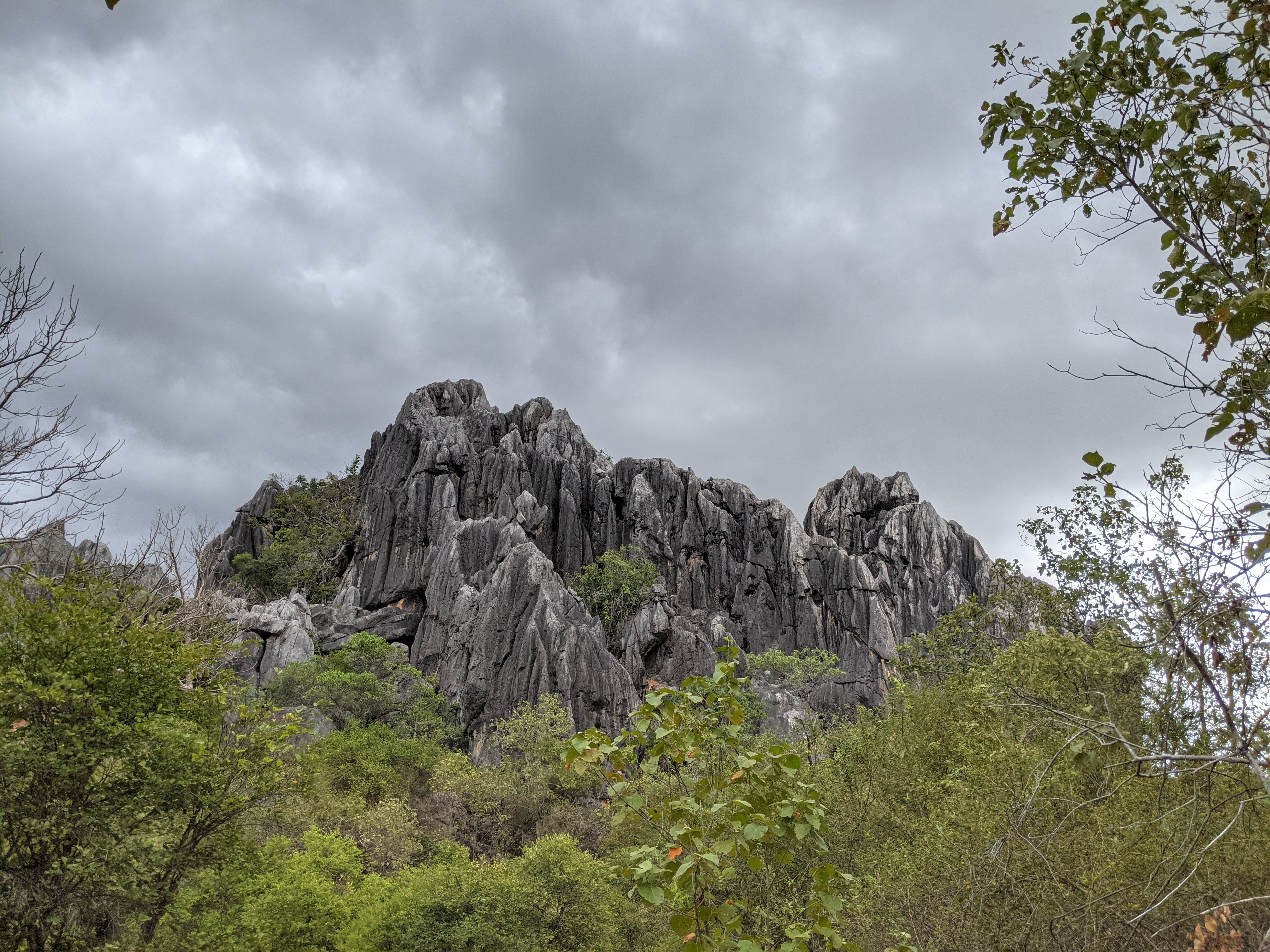
Chillagoe-Mungana Caverns National Park

Cavernas Chillagoe-Mungana es un parque nacional en Queensland (Australia), ubicado a 1455 km al noroeste de Brisbane.

## Datos
- Área: 36,90 km²
- Coordenadas: 17°05′30″S 144°23′35″E / -17.09167, 144.39306
- Fecha de Creación: 1995
- Administración: Servicio para la Vida Salvaje de Queensland
- Categoría IUCN: II

Véase también:
- Zonas protegidas de Queensland

- Datos: Q3627
- Multimedia: Chillagoe-Mungana Caves National Park / Q3627